# Saundra Santiago
Saundra Santiago (The Bronx - New York, 13 april 1957) is een Amerikaanse actrice.

## Biografie
Santiago is een dochter van een Cubaanse vader en Puerto Ricaanse moeder. Op dertienjarige leeftijd verhuisde haar familie naar Homestead (Florida). Zij kreeg een beurs om te studeren aan de Universiteit van Miami en studeerde af in psychologie. Tijdens haar studietijd kreeg zij de interesse voor acteren en na haar afstuderen ging zij theater studeren aan de Southern Methodist Universiteit in Dallas (Texas) en haalde hier haar master. Nadat zij haar master haalde voegde zij zich bij een theatergezelschap en maakte haar debuut in het theater met de musical West Side Story in de beginjaren tachtig. 
Santiago begon in 1982 met acteren voor televisie in de film The End of August. Hierna heeft zij nog meerdere rollen gespeeld in films en televisieseries, zij is het meest bekend van haar rol als rechercheur Gina Calabresse in de televisieserie Miami Vice waarin zij in 111 afleveringen speelde (1984-1990). 
Santiago heeft ook drie maal opgetreden op Broadway, in 2003 in de musical Nine, in 1995 in het toneelstuk Chronicle of a Death Foretold en in 1983 in het toneelstuk A View From the Bridge.
Santiago is in 1999 getrouwd.

## Filmografie

### Films
Uitgezonderd korte films.
- 2021 Sand Dollar Cove - als Anna Walters
- 2014 The House That Jack Built - als Martha
- 2013 Meddling Mom - als Valeria
- 2002 Garmento – als Franca Fortuna
- 1998 Hi-Life – als Elena
- 1997 Nick and Jane – als Stephanie
- 1996 To Sir, with Love II – als Louisa Rodriguez
- 1995 Deadline for Murder: From the Files of Edna Buchanan – als Rosindha Zulueta
- 1994 The Cosby Mysteries – als Amy Flusser
- 1993 Carlito's Way – als danseres met Carlito
- 1993 With Hostile Intent – als sergeant Lucille Preston
- 1984 Beat Street – als Carmen Cararro
- 1982 The End of August – als Mariequita

### Televisieseries
Uitgezonderd eenmalige gastrollen.
- 2014 Gang Related - als Marciela Acosta - 5 afl.
- 2004 – 2011 One Life to Live – als Carlotta Vega – 12 afl.
- 2007 Damages – als Karen Gonzales – 5 afl.
- 1999 – 2007 The Sopranos – als Jean Cusamano – 5 afl.
- 1999 – 2002 The Guiding Light – als Carmen Santos – 24 afl.
- 1984 – 1990 Miami Vice – als rechercheur Gina Calabrese – 111 afl.

- Biblioteca Nacional de España: XX4617602
- International Standard Name Identifier: 0000 0000 3940 9613
- Library of Congress Control Number: no92015386
- Système universitaire de documentation: 249504138
- Virtual International Authority File: 70956918
- WorldCat: E39PBJkdpdKTgHcWFx7QvQbjmd